# Brígido Lara
Brígido Lara (1939/1940) es un artista mexicano y exfalsificador de artefactos precolombinos. Él dice haber creado unas 40.000 piezas de cerámica precolombina falsa.
Brígido Lara empezó a crear falsificaciones en las décadas de 1950 y 1960. Creó varios artefactos de los mayas, aztecas y especialmente de los totonacas; a tal punto que la mayoría de los supuestos artefactos totonacas podrían ser obra suya. Él trabajó en un museo, donde estaba acostumbrado tanto a los artefactos originales como a los potenciales clientes.  
Lara vendía sus obras como genuinas antigüedades mexicanas; los compradores no hacían muchas preguntas al respecto, ya que estaban comprando contrabando - sacar antigüedades de México es ilegal. Algunas de sus obras fueron vendidas a la Colección Morton D. May y al Museo Metropolitano de Arte, siendo fechadas entre 400-700 D.C. y atribuidas a la Cultura Remojadas de Veracruz. En 1971, el Museo de Historia Natural del Condado de Los Ángeles presentó una gran exposición llamada "Arte del antiguo Veracruz" - Más tarde, Lara reconoció varias de las piezas expuestas como obras suyas.  
En julio de 1974, la policía mexicana arrestó un grupo de posibles traficantes de antigüedades - Brígido Lara estaba entre ellos. Un experto en antigüedades declaró las falsificaciones de Lara como auténticas. En la cárcel, Lara pidió arcilla y para probar su inocencia, creó los mismos artefactos por los cuales era acusado de traficarlos. El mismo experto en antigüedades los declaró auténticos. Lara fue liberado en enero de 1975.   
Más tarde, el Museo de Antropología de Xalapa contrató a Lara como restaurador y para reconocer falsificaciones.
En 1987, Brígido Lara contó su historia a dos periodistas de la revista Connoisseur. A través de ellos, el Museo de Arte de San Luis se enteró de que su Colección Morton D. May estaba formada por sus falsificaciones. El Museo de Arte de Dallas y el Museo Metropolitano de Arte también se dieron cuenta de que tenían falsificaciones de Lara en sus colecciones, aunque inicialmente afirmaron que no había pruebas.
Lara continúa modelando en estilos antiguos, pero ahora firma sus obras y es un fabricante de réplicas con licencia. Él llama a sus anteriores falsificaciones "sus originales" o "interpretaciones originales".